# Nação sem Estado
Uma nação sem estado é um grupo, geralmente um grupo étnico minoritário no interior de um ou mais países, que almeja constituir o seu próprio Estado, especificamente um Estado-nação. Uma vez que não existem critérios objetivos para determinar se um grupo particular é uma nação ou se faz parte de um Estado multicultural, o uso do termo é político e controverso, sendo normalmente usado por movimentos separatistas. Muitas vezes, os defensores do separatismo veem o Estado do qual fazem parte como uma forma de Império e seu domínio como imperialismo. Eles geralmente rejeitam o princípio de um Estado multiétnico, especialmente nos casos em que um grupo étnico busca a soberania.
Nem todas as minorias declaram-se como "sem Estado", mesmo quando elas afirmam ser uma nacionalidade à parte. Os Estados podem reconhecer os grupos étnicos minoritários e as nacionalidades em diferentes graus: reconhecimento específico de direitos culturais e linguísticos, e permissão de certa autonomia político-administrativa. Por exemplo, o Conselho da Europa estabeleceu desde 1992 a "Carta Europeia das Línguas Regionais ou Minoritárias" para proteger alguns direitos linguísticos e culturais específicos.

## Clamores de nações sem estado
Essa é uma lista dos maiores grupos sem país por população.
| Povo                    | Bandeira | Língua                                                       | População  | Países                                             | Terra Natal                      |
| ----------------------- | -------- | ------------------------------------------------------------ | ---------- | -------------------------------------------------- | -------------------------------- |
| Tâmeis                  |          | Tâmil                                                        | 77.000.000 | Sri Lanca, Índia                                   | Tamil Eelam e Tâmil Nadu         |
| Sindis                  |          | Sindi                                                        | 60.000.000 | Paquistão, Índia                                   | Sinde                            |
| Morávios                |          | Checa                                                        | 525.000    | República Checa, Eslováquia                        | Morávia                          |
| Curdos                  |          | Curdo                                                        | 35.000.000 | Iraque, Turquia, Irão, Armênia, Síria              | Curdistão                        |
| Iorubás                 |          | Iorubá                                                       | 35.000.000 | Nigéria, Benim, Togo                               | Iorubalândia                     |
| Ibos                    |          | Ibo                                                          | 30.000.000 | Nigéria                                            | Biafra                           |
| Siques                  |          | Panjabi                                                      | 27.000.000 | Índia, Paquistão                                   | Calistão                         |
| Amazônidas              |          | Português, Nheengatu                                         | 18.672.591 | Brasil                                             | Amazônia, Região Norte do Brasil |
| Palestinos              |          | Árabe                                                        | 11.000.000 | Israel                                             | Palestina                        |
| Balúchis                |          | Balúchi                                                      | 10.000.000 | Paquistão, Irã, Afeganistão                        | Baluchistão                      |
| Andaluzes               |          | Espanhol                                                     | 9.500.000  | Espanha                                            | Andaluzia                        |
| Uigures                 |          | Uigur                                                        | 9.000.000  | China                                              | Turquestão                       |
| Ahwazi                  |          | Árabe Persa                                                  | 8.000.000  | Irã                                                | Cuzistão                         |
| Catalãos                |          | Catalão                                                      | 8.000.000  | Espanha, França, Itália                            | Catalunha                        |
| Tártaros                |          | Tártaro                                                      | 7.000.000  | Rússia                                             | Tartaristão                      |
| Quebequenses            |          | Francês                                                      | 6.200.000  | Canadá                                             | Quebeque                         |
| Xãs                     |          | xã                                                           | 6.000.000  | Mianmar                                            | Xã                               |
| Tibetanos               |          | Tibetano                                                     | 6.000.000  | China                                              | Tibete                           |
| Caxemires               |          | Dárdicas                                                     | 5.600.000  | Índia, Paquistão, China                            | Caxemira                         |
| Escoceses               |          | Inglês ânglico Gaélico escocês                               | 5.200.000  | Reino Unido                                        | Escócia                          |
| Cabila                  |          | Cabila, Árabe                                                | 5.000.000  | Argélia                                            | Cabília                          |
| Achéns                  |          | Achém                                                        | 4.000.000  | Indonésia                                          | Achém                            |
| Hmong                   |          | Hmong                                                        | 4.000.000  | Laos, China, Vietnã, Tailândia                     | Estado Hmong                     |
| Ruainga                 |          | Ruainga                                                      | 3.600.000  | Mianmar, Bangladexe, Paquistão, Tailândia, Malásia | Arracão                          |
| Assírios                |          | Assírio                                                      | 3.500.000  | Síria, Iraque, Irã, Turquia                        | Assíria                          |
| Bretões                 |          | Francês, Bretão, Galo                                        | 3.120.288  | França                                             | Bretanha                         |
| Galeses                 |          | Inglês, Galês                                                | 3.000.000  | Reino Unido                                        | País de Gales                    |
| Galegos                 |          | Galego                                                       | 2.800.000  | Espanha                                            | Galiza                           |
| Bascos                  |          | Basco                                                        | 2.600.000  | França, Espanha                                    | País Basco                       |
| Nagas                   |          | Naga                                                         | 2.000.000  | Índia                                              | Nagalândia                       |
| Chechenos               |          | Russo                                                        | 2.000.000  | Rússia                                             | Chechênia e Daguestão            |
| Canários                |          | Espanhol                                                     | 1.600.000  | Espanha                                            | Ilhas Canárias                   |
| Sardos                  |          | Sardo, Galurês (Corso), Catalão, Lìgure tabarquino, Italiano | 1.600.000  | Itália                                             | Sardenha                         |
| Bodos                   |          | Bodo                                                         | 1.300.000  | Índia                                              | Bodolândia                       |
| Tuaregues               |          | tuareguês                                                    | 1.200.000  | Mali, Níger                                        | Azauade                          |
| Havaianos               |          | Havaiano                                                     | 1.000.000  | Estados Unidos                                     | Havaí                            |
| Inuítes                 |          | Inuíte                                                       | 1.000.000  | Canadá, Estados Unidos, Dinamarca                  | Sibéria, Alasca, Groenlândia     |
| Mapuche                 |          | Mapudungun                                                   | 1.000.000  | Argentina, Chile                                   | Araucanía                        |
| Occitões                |          | Occitana                                                     | 800.000    | França, Itália, Espanha                            | Occitânia                        |
| Maoris                  |          | Maori, Inglês                                                | 750.000    | Nova Zelândia                                      | Nova Zelândia                    |
| Aborígines Australianos |          | Aborígene                                                    | 680.000    | Austrália                                          | Austrália                        |
| Córnicos                |          | Inglês, Córnico                                              | 534.300    | Reino Unido                                        | Cornualha                        |
| Lapões                  |          | Lapão                                                        | 163.400    | Noruega, Suécia, Finlândia, Rússia                 | Lapônia                          |
| Dacota (Sioux)          |          | Dacota                                                       | 103.255    | Estados Unidos                                     | Lakotah                          |